# Чехословацкая крона
Чехословацкая кро́на (чеш. koruna československá, словац. koruna česko-slovenská) — денежная единица бывшей Чехословакии. Разменная монета — геллер (чеш. halíř [ɦaliːr̝̊] / haléř [ɦalɛːr̝̊], словац. halier [ɦalɪ̯ɛr]).

## История

### Замена австро-венгерской кроны
Введена в обращение в 1919 году в соответствии с законом от 25 февраля 1919 года вместо австро-венгерской кроны путём наклейки знаков соответствия на банкноты Австро-Венгерского банка. Наклейка была проведена на территории Чехии и Моравии в марте 1919 года, на территории Словакии — в октябре 1920 года.
Законом от 10 апреля 1919 года банкноты с наклеенными знаками соответствия (а также австро-венгерские монеты и банкноты в 1 и 2 кроны, на которые знаки соответствия не наклеивались) были признаны законным платёжным средством в Чехословакии. Эти денежные знаки были постепенно обменены на новые, выпускавшиеся с 1919 года Банковским управлением министерства финансов, а последние — на банкноты Национального банка Чехословакии (начал операции в апреле 1926 года).

### Первая чехословацкая крона (1921—1939)
В 1920 г. был проведён конкурс на дизайн новой валюты. Один из проектов (1 сокол = 100 стотинов, гравёр Отакар Шпаниель), хотя и не был реализован, однако предложенный дизайн монет был взят за основу для новой чехословацкой кроны, введённой с 1921 г., и разменных монет.
Существовали банкноты в 5, 10, 20, 50, 100, 500, 1000, 5000 крон и монеты в 2, 5, 10, 20, 25, 50 геллеров, 1, 5, 10, 20 крон. Банкноты печатались в Праге, а монеты чеканились в Кремнице.
На банкнотах, выпущенных в Чехословакии в 1919—1939 годах, номинал прописью обозначался не только на чешском, но и на словацком, немецком, венгерском и русинском языках.
До 1929 года крона не имела фиксированного золотого содержания, её курс определялся по отношению к швейцарскому франку и доллару США. С 17 ноября 1929 года золотое содержание установлено в 0,04458 г, с 17 февраля 1934 года — 0,03715 г, с 9 октября 1936 года — 0,03121 г чистого золота.

### Период оккупации (1939—1945)
На территориях, отторгнутых от страны в результате Мюнхенского соглашения, обращались рейхсмарки, в Тешинской области — польские злотые, в восточной Словакии — венгерские пенгё.
После захвата остальной части Чехословакии в обращение в Протекторате Богемия и Моравия в 1939 году были также введены рейхсмарки (1 RM = 10 крон, ранее — 6 крон). В обращении оставались чехословацкие банкноты и монеты, а также были выпущены билеты Национального банка Чехословакии, заготовленные до вторжения Германии, и хранившиеся в запасе, с надпечаткой «Протекторат Чехия и Моравия». В 1940—1944 годах выпускались банкноты и монеты в кронах Национального банка Богемии и Моравии в Праге. Цинковые монеты протектората чеканились на мебельной фабрике в городе Лиса-над-Лабем. Чехословацкие банкноты и монеты некоторых номиналов постепенно изымались из обращения в 1941—1945 годах.
В отделившейся Словакии чехословацкие банкноты первоначально продолжали использоваться в обращении, но уже с надпечаткой «Словацкое государство», в 1939—1943 годах они постепенно изымались из обращения. В 1939—1945 годах выпускались банкноты и монеты Словацкого народного банка в словацких кронах.
Во время освобождения Чехословакии в феврале 1945 года поступили в обращение отпечатанные в Советском Союзе на Гознаке кроны образца 1944 года: банкноты в 1, 5, 20, 100, 500 и 1000 крон. В мае 1945 года возобновлено обращение довоенных банкнот и монет в 10 геллеров и более. В обращении находились денежные знаки Словакии с наклеенными знаками подтверждения.

### Вторая крона (1945—1953)
На основании постановления правительства от 18 октября 1945 года в период с 29 октября по 4 ноября 1945 года был проведён обмен денежных знаков. Банкноты протектората, Словакии, довоенной Чехословакии и кроны образца 1944 года обменивались на новые банкноты образца 1945 года 1:1 в пределах 500 крон на одно лицо, остальные суммы, а также суммы на вкладах блокировались. Монеты из обращения не изымались. В 1947 году начато изъятие из обращения некоторых номиналов монет протектората, Словакии и довоенной Чехословакии.
Чехословакия была единственной социалистической страной, на монетах которой был отчеканен портрет Сталина (серебряные памятные монеты 50 и 100 крон 1949 года).

### Третья крона (1953—1993)
В 1953 году была проведена денежная реформа с пересчётом наличных денег из соотношения 5:1 (до 300 крон) и 50:1 сверх этой суммы. Из обращения изъяты банкноты образца 1945, 1946, 1949 и 1950 годов, чехословацкие монеты 1946—1953 годов и не изъятые ранее монеты протектората, Словакии и довоенной Чехословакии. Вклады физических лиц в кредитных учреждениях до 5000 крон переоценивались 5:1, от 5000 до 10000 — 6,25:1, от 10000 до 20000 — 10:1, от 20000 до 50000 — 25:1, свыше 50000 крон — 30:1.
Были введены разменные монеты номиналом в 1, 3, 5, 10, 25, 50 геллеров и 1 крону.
В 1960 г. в связи с переименованием страны было изменено её название на монетах и банкнотах: вместо прежнего REPUBLIKA ČESKOSLOVENSKÁ «Чехословацкая республика» появился текст ČESKOSLOVENSKÁ SOCIALISTICKÁ REPUBLIKA "Чехословацкая социалистическая республика". Также изменился герб страны.
В 1965-66 гг. были введены в оборот монеты крупных номиналов: 3 и 5 крон. В 1972 г. к ним добавилась монета в 2 кроны.
В 1974 г. был изменён дизайн разменных монет, введены новые номиналы ходовых монет: 5, 10, 20, 50 геллеров. Разменные монеты в 1, 3 и 25 геллеров более не чеканились, хотя в 1991—1992 г. была отчеканена монета в 1 геллер (новый герб на аверсе, старый реверс).
В 1990 г. название страны было изменено на «Чешская и Словацкая федеративная республика», также был изменён герб.
В феврале 1993 года, после распада Чехословакии заменена на территории Чехии — чешской, а в Словакии — словацкой кроной.

### Банкноты 1960—1985 годов
| Изображение                                     | Изображение       | Номинал (крон) | Размеры (мм) | Основные цвета     | Описание                                                       | Описание                                           | Даты           | Даты            |
| Лицевая сторона                                 | Оборотная сторона | Номинал (крон) | Размеры (мм) | Основные цвета     | Лицевая сторона                                                | Оборотная сторона                                  | ввода          | вывода          |
| ----------------------------------------------- | ----------------- | -------------- | ------------ | ------------------ | -------------------------------------------------------------- | -------------------------------------------------- | -------------- | --------------- |
|                                                 |                   | 3              | 113×56       | синий голубой      | номинал                                                        | герб ЧССР                                          | 1 декабря 1961 | 31 декабря 1972 |
|                                                 |                   | 5              | 123×60       | зелёный            | номинал                                                        | герб ЧССР                                          | 1 декабря 1961 | 31 декабря 1972 |
|                                                 |                   | 10             | 133×65       | серый              | дети с цветами                                                 | водохранилище Орава                                | 1 декабря 1961 | 30 июня 1988    |
|                                                 |                   | 20             | 132×58       | голубой синий      | Ян Жижка                                                       | Ян Жижка в походе — иллюстрация из кодекса XV века | 1 апреля 1971  | 30 июня 1991    |
|                                                 |                   | 25             | 140×69       | сине- зелёный      | Ян Жижка                                                       | площадь Яна Жижки в Таборе                         | 2 мая 1962     | 31 декабря 1972 |
|                                                 |                   | 50             | 150×74       | красно- коричневый | советский солдат и чехословацкий партизан, герб Чехословакии   | нефтеперерабатывающий завод Slovnaft в Братиславе  | 1 апреля 1965  | 30 июня 1991    |
|                                                 |                   | 100            | 164×80       | зелёный            | рабочий-металлург и крестьянка на фоне промышленного комплекса | Карлов мост через реку Влатву в Праге              | 1 декабря 1962 | 1993            |
|                                                 |                   | 500            | 152×67       | красно- коричневый | словацкие повстанцы в Стречно                                  | замок Девин                                        | 1 ноября 1973  | 1993            |
|                                                 |                   | 1000           | 157×67       | синий              | композитор Бедржих Сметана                                     | крепость Вышеград                                  | 1 октября 1985 | 1993            |
| Масштаб изображений — 1,0 пикселя на миллиметр. |                   |                |              |                    |                                                                |                                                    |                |                 |